# Arrondissement Trou-du-Nord

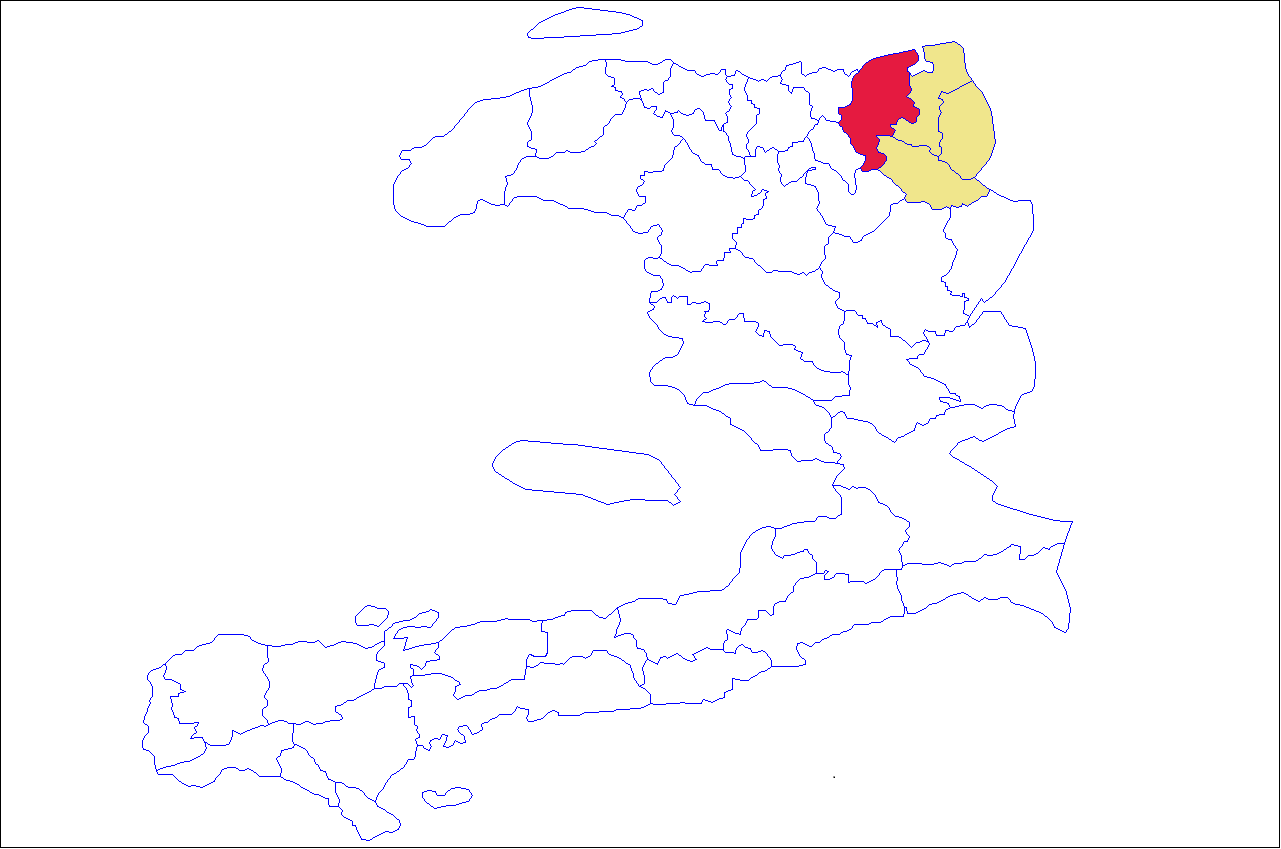
Lage des Arrondissements Trou-du-Nord in Haiti und im Département Nord-Est

Das Arrondissement Trou-du-Nord (haitianisch-kreolisch: Twou dinò) ist eine der vier Verwaltungseinheiten des Départements Nord-Est, Haiti. Hauptort ist die Stadt Trou-du-Nord.

## Lage und Beschreibung
Das Arrondissement liegt im Westen des Départements Nord-Est. Es grenzt im Norden an den Atlantischen Ozean. Benachbart sind im Osten die Arrondissements Fort-Liberté und Vallières sowie im Süden das Arrondissement Saint-Raphaël und im Westen die Arrondissements Saint-Raphaël und Cap-Haitien.
In dem Arrondissement gibt es vier Gemeinden:
- Trou-du-Nord (rund 49.000 Einwohner),
- Sainte-Suzanne (rund 28.000 Einwohner),
- Terrier-Rouge (rund 30.000 Einwohner) und
- Caracol (rund 8.000 Einwohner).

Das Arrondissement hat rund 115.000 Einwohner (Stand: 2015).
Die Route Nationale 6 (RN-6; Cap-Haitien – Ouanaminthe/Dajabón, Dominikanische Republik) verläuft durch das Arrondissement.